# Miheil Szaakasvili
Miheil Szaakasvili (grúz nyelven: მიხეილ სააკაშვილი, ukránul: Міхеіл Саакашвілі; Tbiliszi, 1967. december 21. –) grúz politikus. Vezető szerepet játszott a 2003-as grúziai rózsás forradalomban. 2004. január 25-től Grúzia elnöke, majd 2008-tól 2013-ig ismét az ország államfője volt. 2015 májusában megkapta az ukrán állampolgárságot, majd 2015. május 30-tól 2016. november 7-ig az Odesszai Területi Állami Közigazgatási Hivatal vezetője volt, de 2018. február 12-én kiutasították Ukrajnából. Ezután Hollandiában élt. 2019. május 28-án az újonnan megválasztott Zelenszkij elnök visszaadta Mihail ukrán állampolgárságát. 2020-tól 2021-ig az Ukrán Nemzeti Reformtanács végrehajtó bizottságának elnöke volt. 2021 szeptemberében visszatért Grúziába, ahol letartóztatták.

## Életrajza
Tbilisziben, grúz értelmiségi családba született. Apja, Nikoloz Szaakasvili orvos volt, aki Tbilisziben a helyi gyógyfürdő igazgatójaként dolgozott. Anyja, Giuli Alaszania a Tbiliszi Állami Egyetemen történelmet oktatott. Két testvére van, Giorgi és Nikoloz, mindketten az Egyesült Államokban élnek és a filmiparban dolgoznak.

### Tanulmányai
A Kijevi Állami Egyetem (ma: Tarasz Sevcsenko Nemzeti Egyetem) Nemzetközi Kapcsolatok Intézetében tanult, ahol 1992-ben végzett. Közben, 1988–1989-ben határőrként a kárpátaljai Csapon töltötte sorkatonai szolgálatát. Rövid ideig a Zviad Gamszahurdia távozását követően az országot irányító Grúz Államtanácsnál dolgozott, ahol emberi jogi kérdésekkel foglalkozott. Ezt követően az Amerikai Egyesült Államok Külügyminisztériuma Edmund S. Muskie ösztöndíj-programja segítségével posztgraduális tanulmányokat folytatott. 1994-ben jogi mesterfokozatot szerzett a Columbia Egyetemhez tartozó Columbia Law School-ban, majd egy évet a George Washington Egyetem jogi képzésén vett részt.
Amerikai tanulmányai után rövid ideig a New York-i Patterson Belknap Webb & Tyler jogi irodánál is dolgozott. Ekkor kereste meg régi ismerőse, Zurab Zsvania azzal a kéréssel, hogy vegyen részt a grúziai politikai életben.

### Politikai karrierje
Szaakasvili 1995 végén tért haza hazájába Grúziába. Zsurab Zsvaniával együtt Eduard Sevardnadze pártja, a Grúz Állampolgári Szövetség színeiben indultak, majd nyertek mandátumot az 1995. decemberi parlamenti választásokon.

### Ukrajnai tevékenysége
Egyetemei tanulmányai óta szoros szálak fűzték Ukrajnához. Szaakasvili az ukrán politikai csoportok közül az Európa-párti és nemzeti pártokkal ápolt szoros kapcsolatot. 2004. január 25-én a Mi Ukrajnánk delegációjának vezetőjeként Viktor Juscsenko részt vett Szaakasvili elnöki beiktatásán, majd másnap hivatalos találkozó volt a két politikus között.
2014-ben aktívan részt vett a Viktor Janukovics elnök leváltásához vezető Euromajdan tüntetéseken. Decemberben első miniszterelnök-helyettesi posztot ajánlottak fel neki az ukrán kormányban, de nem fogadta el, mert nem akart lemondani a grúz állampolgárságáról. 2015. február 13-án létrehozták az ukrajnai politikai átalakítás elősegítésére a Nemzetközi Reformügyi Tanácsadó Testületet, melynek vezetőjévé Petro Porosenko ukrán elnök Szaakasvilit nevezte ki.
2015. május 29-én ukrán állampolgárságot kapott, majd május 30-án kinevezték az Odesszai Területi Állami Közigazgatási Hivatal vezetőjévé. 2016. november 7-én lemondott posztjáról. Lemondását az ukrajnai korrupciós helyzettel indokolta.
Lemondása után, 2017 februárjában új pártot hozott létre Új Erők Mozgalma (Ruh novih szil) néven, amelybe áprilisban beolvadt az Akarat (Volja) párt. Szaakasvili politikai reformokat és előrehozott választásokat szorgalmazott. Viszonya folyamatosan romlott Petro Porosenko elnökkel, ami teljes szakításhoz vezetett. Ennek eredményeként 2017. július 26-án megfosztották ukrán állampolgárságától. Az állampolgárság megvonásának formális indoka az volt, hogy az ukrán állampolgárság 2015-ös kérelmezésekor nem a valóságnak megfelelő adatokat tüntetett fel.
2018. február 12-én az Ukrán Állami Határőr Szolgálat munkatársai az Ukrán Bevándorlási Szolgálat és a rendőrség munkatársaival közös akcióban Kijevben egy kávézóban letartóztatták Miheil Szaakasvilit, majd kitoloncolták Ukrajnából. Még aznap visszaszállították Lengyelországba, ahol a hatóságok a varsói repülőtéren késő délután vették át.
A 2019 májusában a frissen hivatalba lépett Volodimir Zelenszkij ukrán államfő, aki visszaadta neki az ukrán állampolgárságát.
A 2019. július 21-i ukrajnai parlamenti választásra pártja, az Új Erők Mozgalma is listát állított , amelynek Szaakasvili a listavezetője.
2020. május 7-én Volodimir Zelenszkij ukrán elnök az állami reformokért felelős Nemzeti Reformtanács vezetőjévé nevezte ki. A lépést kritizálta a grúz kormány, arra hivatkozva, hogy Grúziában büntetőeljárás folyik Szaakasvili ellen és ilyen körülmények között a kinevezése barátságtalan lépés Ukrajna részéről. Emiatt ideiglenesen konzultációra hazarendelték Grúzia kijevi nagykövetét, Tejmuraz Sarasenidzét. Zelenszkij elsősorban a vámszolgálat gyors megreformálását várja Szaakasvilitől.

### Visszatérése Grúziába és letartóztatása
2021 októberében letartóztatták Miheil Szaakasvilit, miután illegálisan visszatért hazájába, miután 2013 óta száműzték Grúziából. Visszatérését azzal magyarázta, hogy hajlandó harcolni az országban élő honfitársai mellett.

## Magánéletet
Nős, felesége a holland származású Sandra Roelofs. Két fia van, Eduard és Nikoloz. Anyanyelvén kívül angolul, franciául, oroszul és ukránul beszél.